# ジョヴァンニ・バッティスタ・クレスピ
イル・チェラーノ（Il Cerano）の別名でも知られるジョヴァンニ・バッティスタ・クレスピ（Giovan Battista Crespi、1573年12月23日 – 1632年10月23日）は、イタリアの画家、彫刻家、建築家である。ミラノなどで働き、宗教画を描いた。

## 略歴
現在のピエモンテ州ノヴァーラ県のロマニャーノ・セージアで生まれた 。父親はラファエレ・クレスピ（Raffaele Crespi）という画家で、父親から絵を学んだ。弟のオルテンシオ・クレスピ(Ortensio Crespi: 1578-1631)も画家になった 。家族はその後、近くの町、チェラーノに移り、別名はこの町の名前に由来する。
1591年にはミラノに住んでいた記録があり、ミラノの枢機卿の一族ボッロメーオ家の宮殿の装飾画を描いた記録があり、ロンバルディア各地の教会の祭壇画を描いた。1596年頃、枢機卿フェデリコ・ボッロメーオの随員としてローマに旅し、イル・チェラーノの作品に見られる傾向からフィレンツェ、ボローニャをも訪れた可能性もあるとされるが、同時代にミラノで働いた画家カミッロ・プロカッチーニ(1561-1629)のスタイルから学んだ可能性もある。ヴェネツィアを訪れ、ティツィアーノやティントレットの絵画を研究したとする説もある。
1602年から1603年ころから、建設が続けられていたミラノのドゥオーモの装飾画も描いた。
ミラノを代表する宗教画化になり、枢機卿フェデリーコ・ボッローメオによってミラノに創設されたアッカデミア・アンブロジアーナ(Accademia Ambrosiana)の校長にに1621年に任じられた。クレスピが教えた学生にはダニエレ・クレスピ(Daniele Crespi: 1598-1630) やカルロ・フランチェスコ・ヌヴォローネ(Carlo Francesco Nuvolone: 1608/1609-1661/1662)メルキオーレ・ゲラルディーニ(Melchiorre Gherardini: 1607–1668)らがいる。

## 作品

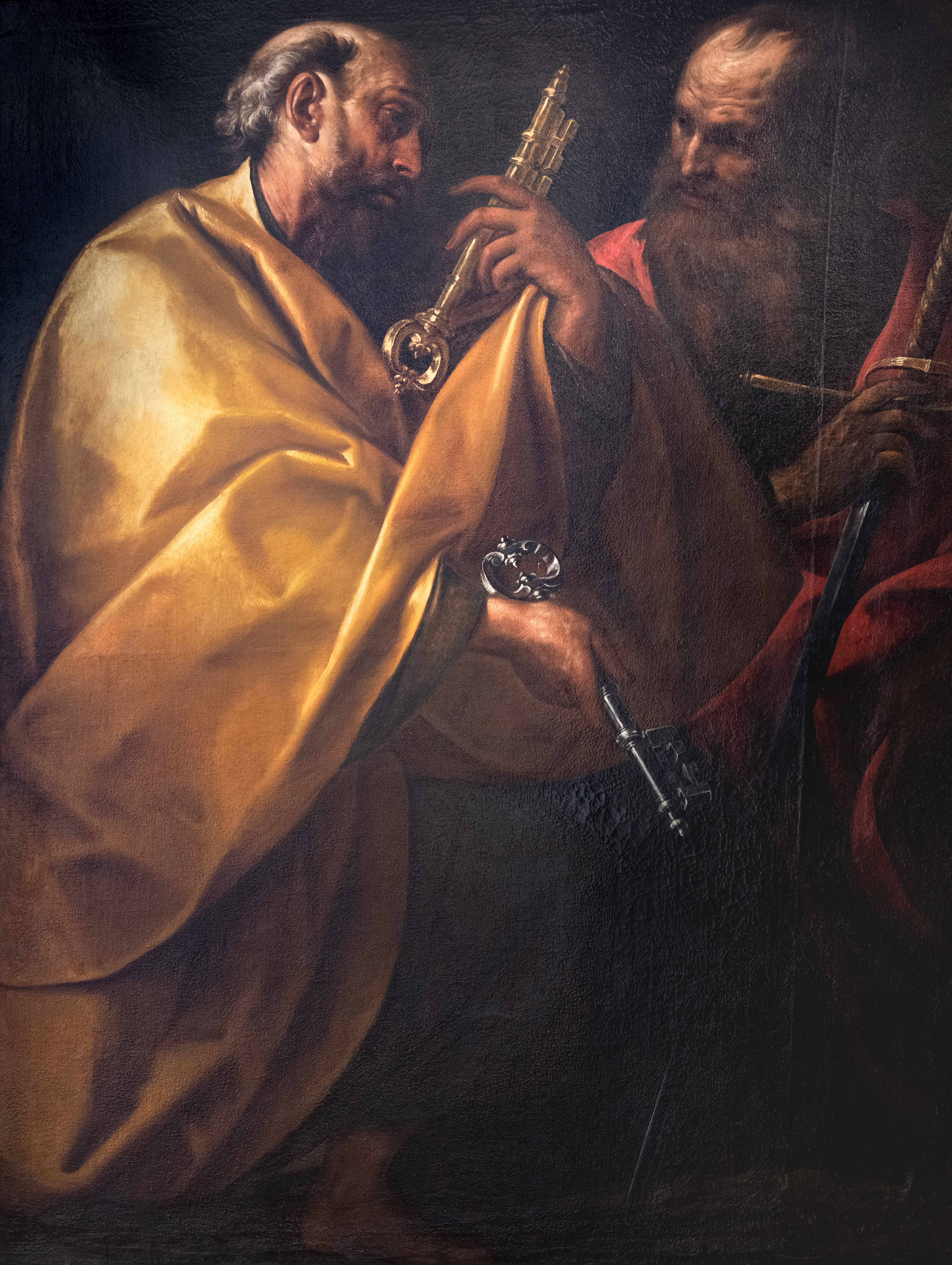
聖ピエトロと聖パウロ(1627/1628)
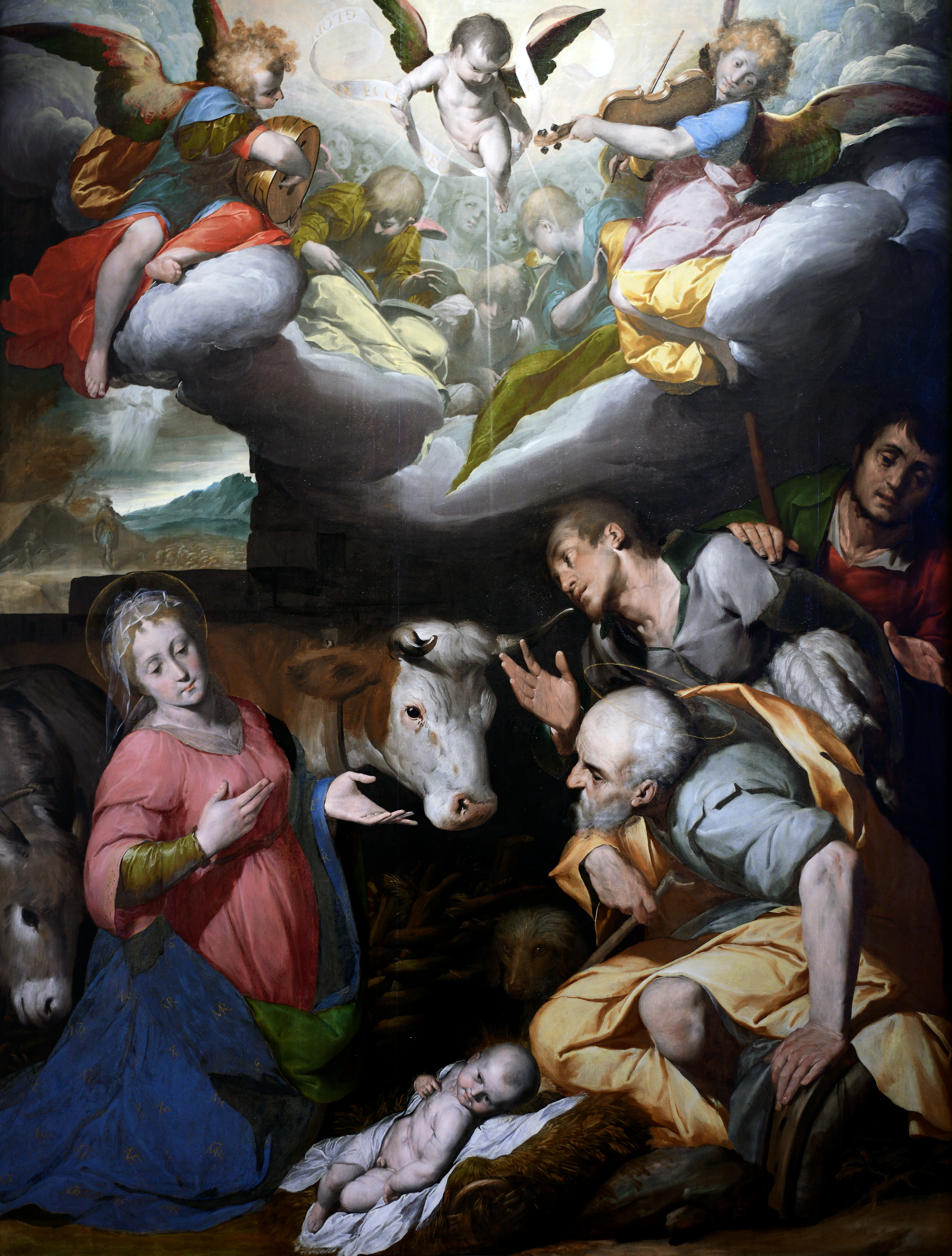
羊飼いの礼拝
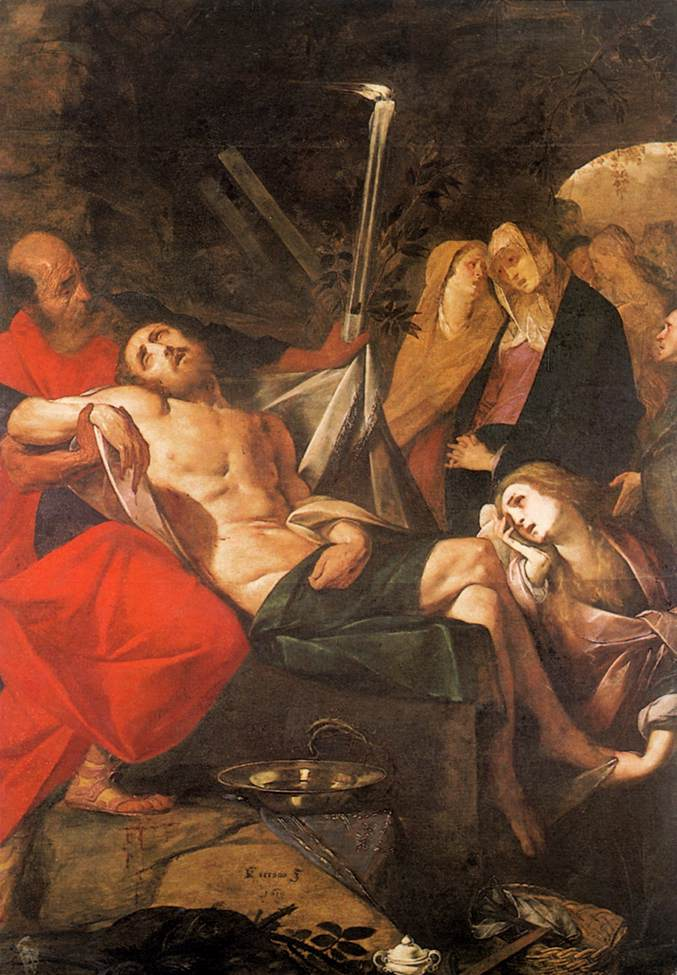
キリストの埋葬
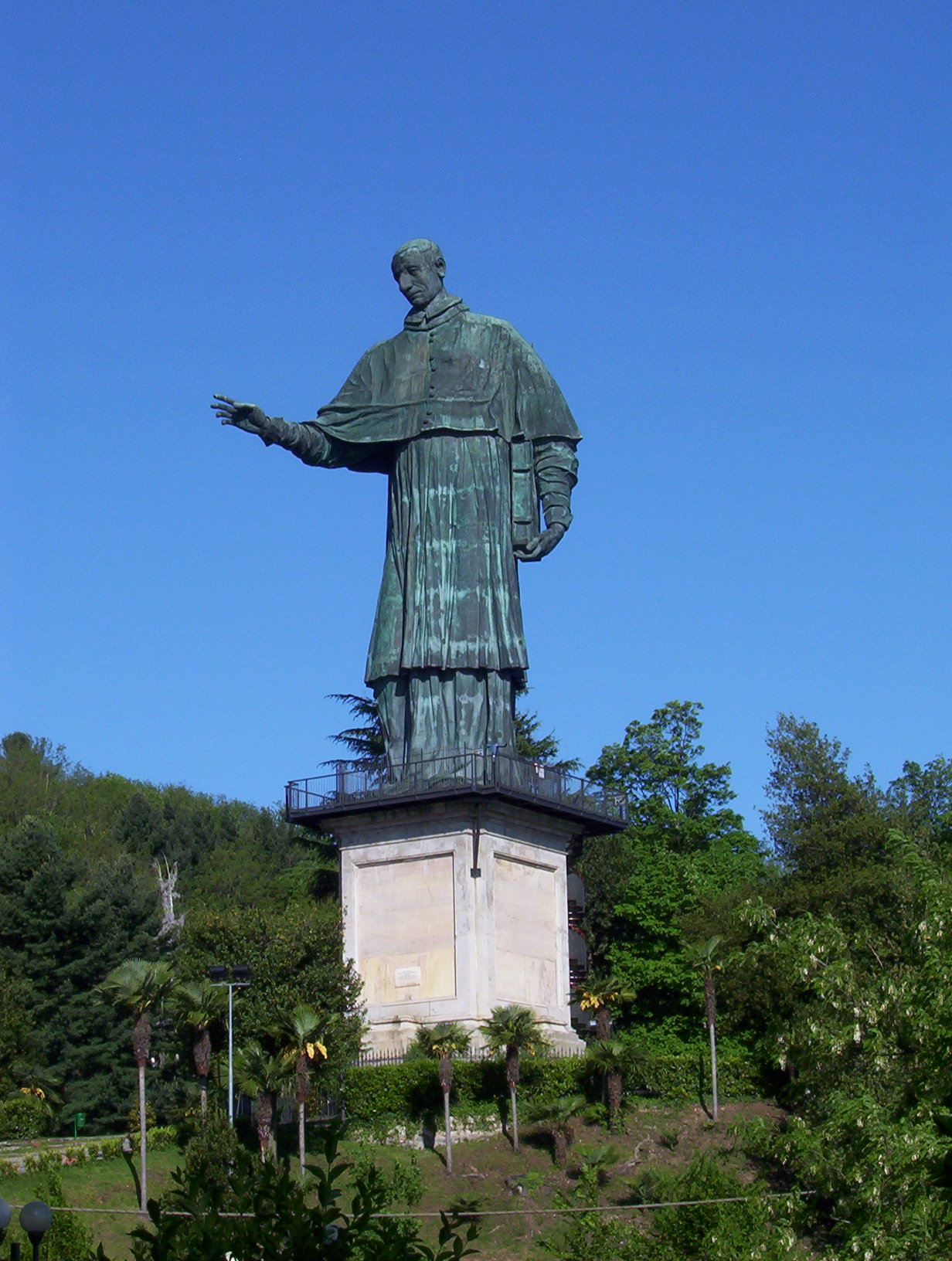
彫刻作品